# Những kẻ man rợ
Những kẻ man rợ (tựa gốc: Savages) là một phim tội phạm giật gân của Mỹ năm 2012 do Oliver Stone đạo diễn. Phim dựa trên tiểu thuyết cùng tên vào năm 2010. Kịch bản phim được chắp bút bởi Shane Salerno, Stone và Winslow. Phim được phát hành và nhận đánh giá trái chiều, có sự tham gia của Taylor Kitsch, Blake Lively, Aaron Taylor-Johnson, Demián Bichir, Benicio del Toro, Salma Hayek, John Travolta và Emile Hirsch.